# Jurij Siemionow
Jurij Pawłowicz Siemionow (ros. Юрий Павлович Семёнов, ur. 20 kwietnia 1935 w Toropcu) – radziecki i rosyjski naukowiec, Bohater Pracy Socjalistycznej (1976).

## Życiorys
Początkowo mieszkał z rodziną w Rżewie, po ataku Niemiec na ZSRR ewakuowany do obwodu permskiego. Po wojnie uczył się i studiował w Dniepropetrowsku, gdzie w 1958 r. ukończył studia na Wydziale Fizyczno-Technicznym Uniwersytetu Państwowego. Od 1958 r. pracował w biurze konstruktorskim jako inżynier, starszy inżynier i kierownik grupy, od 1964 pracownik Specjalnego Biura Konstruktorskiego-1 (OKB-1) w Kaliningradzie (obecnie Korolow), zastępca kierowniczego konstruktora i kierowniczy konstruktor. Od 1972 r. główny konstruktor statków kosmicznych i stacji kosmicznych, od 1977 r. zastępca głównego konstruktora i kierownik rozpracowania i realizacji programów narodowych i międzynarodowych pilotażowych pilotów kosmicznych. Od 1979 r. doktor nauk technicznych, od 1985 profesor, od 1989 główny konstruktor NPO „Energia”, a w latach 1991–2005 dyrektor RKK Energia – od 1994 prezydent, generalny i konstruktor i kierownik Głównego Biura Konstruktorskiego założonej korporacji.
Od 1964 r. członek KPZR, w latach 1990–1991 członek KC KPZR. Od 23 grudnia 1987 członek korespondent Akademii Nauk ZSRR, a od 26 maja 2000 akademik Rosyjskiej Akademii Nauk. Ponadto od 1986 r. był akademikiem Międzynarodowej Akademii Astronautycznej, a od 1992 r. akademikiem Rosyjskiej Akademii Inżynieryjnej. Honorowy obywatel miasta Korolow.

## Odznaczenia i nagrody
- Medal Sierp i Młot Bohatera Pracy Socjalistycznej (15 stycznia 1976)
- Order Lenina (dwukrotnie)
- Order Czerwonego Sztandaru Pracy (1971)
- Order „Za zasługi dla Ojczyzny” III klasy (10 kwietnia 1995)
- Nagroda Leninowska (1978)
- Nagroda Państwowa ZSRR (1985)
- Państwowa Nagroda Federacji Rosyjskiej (1999)
- Złoty Medal im. Konstantina Ciołkowskiego Akademii Nauk ZSRR (1987)
- Złoty Medal im. Siergieja Korolowa Rosyjskiej Akademii Nauk (2001)

I medale.